# Les Friction
Les Friction es un grupo de música independiente dirigido por Helmut Vonlichten, Nihl Finch también conocido como Evan Frankfort, y un cantante llamado Paint. Helmut había colaborado previamente con su hermano Franz Vonlichten en su proyecto de música cinemática E.S. Posthumus hasta la muerte de Franz en mayo de 2010. Les Friction fue anunciado en noviembre de 2011, y su álbum debut homónimo fue lanzado en enero del año siguiente.
En su sitio web describen su obra del siguiente modo:
En el espíritu de las Operas Rock conceptuales orientadas a álbumes... siguiendo la tradición de Pink Floyd y Queen... Les Friction se enorgullece en traerles el siguiente capítulo de la historia...

## Álbumes

### Les Friction
El álbum debut de la banda, Les Friction, fue compuesto por Helmut Vonlichten y Nihl Finch, también conocido como Evan Frankfort. El primer sencillo titulado "Torture" fue lanzado como descarga digital el 26 de noviembre de 2011, y el segundo sencillo "Louder Than Words" fue lanzado el 27 de diciembre de 2011. Ambos sencillos están disponibles para su descarga en el sitio web oficial de la banda. El tercer y último sencillo "Here Comes The Reign" fue lanzado el 21 de enero de 2012, antes de la fecha de lanzamiento del álbum el 24 de enero de 2012. NIC Harcourt debutó el álbum en su programa de música en KCSN, y en la víspera de año nuevo declaró la pista  "Torture" como su canción preferida de 2011.

#### Historia
Es el año 2048 d.c. Los seres humanos ahora pueden dejar su hogar terrenal y viajar a otras dimensiones. Mientras viajan, una cáscara de su cuerpo permanece en la Tierra y funciona a una capacidad reducida. Para la mayoría de la gente, la vida es más interesante y entretenida en estas dimensiones alternativas; sin embargo, habiendo descuidado a sus seres queridos en casa, la sociedad en la tierra comienza a deteriorarse. La anarquía sobreviene y los viajeros empiezan a recibir millones de S.O.S. de sus familias en la Tierra. Ahora, deben pelear y luchar para abrirse camino de regreso a casa para salvar la Tierra de una destrucción segura. Nuestra historia comienza............

### Dark Matter
El segundo álbum de la banda, Dark Matter, fue compuesto por Nihl Finch también conocido como Evan Frankfort (The Spiritual machines), y Helmut Vonlichten. Es un álbum conceptual que continúa la historia iniciada durante la primera parte, y fue lanzado el 25 de agosto de 2017. 

#### Historia
Es el año 2051 d.c. La materia oscura está creciendo para consumir la dimensión natal del universo. Mientras viajan a otras dimensiones para escapar de sus realidades en casa, las cáscaras humanas sin alma de la gente permanecen en la Tierra, dejando el planeta en ruinas. Tres niños (dos hermanos y una niña) con genes extraordinarios han sido seleccionados para una misión para detener la destrucción de la Tierra y devolverla a su estado natural. Pero después de prepararse juntos durante años, la lucha de esta familia improvisada para salvar la dimensión natal, se ve amenazada por una fuerza inesperada.